# Sidoagung (Godean)
Sidoagung is een bestuurslaag in het regentschap Sleman van de provincie Jogjakarta, Indonesië. Sidoagung telt 8507 inwoners (volkstelling 2010).